# Amami amami
Amami amami è un singolo del duo di cantanti italiani composto da Mina e Adriano Celentano, pubblicato il 21 ottobre 2016.

## Il brano
Il brano, musicalmente di stampo elettro-mediorientale, con richiami al tango argentino, è stato composto dall'artista israeliano Idan Raichel, mentre il testo è stato co-scritto dallo stesso Raichel con il cantautore italiano Riccardo Sinigallia. Rockol lo ha definito invece "tra dance e tango".
"Amami amami" è una reinterpretazione della canzone "Ma'agalim (Circles)" di Idan Raichel, pubblicata nell'ottobre 2015. Inoltre l'assolo finale contenuto nella canzone è un omaggio voluto alla canzone "Storia d'amore" di Celentano.
La canzone anticipa il secondo album realizzato in collaborazione da Mina e Celentano, dal titolo Le migliori, in uscita l'11 novembre 2016, a distanza di circa diciotto anni dal precedente Mina Celentano (1998).
Il singolo è stato certificato disco d'oro dalla FIMI con più di 25 000 copie vendute e ottiene in meno di un mese dall'uscita più di 10 milioni di visualizzazioni sull'omonimo canale Youtube dei due cantanti.

## Video musicale
Il videoclip della canzone è stato girato negli Stati Uniti ed in particolare a Venice Beach, presso Los Angeles (California).

## Classifiche
| Classifica (2016) | Posizione massima |
| ----------------- | ----------------- |
| Italia            | 21                |

## Tracce
1. Amami amami – 3:17